# Музей погорянской деревни

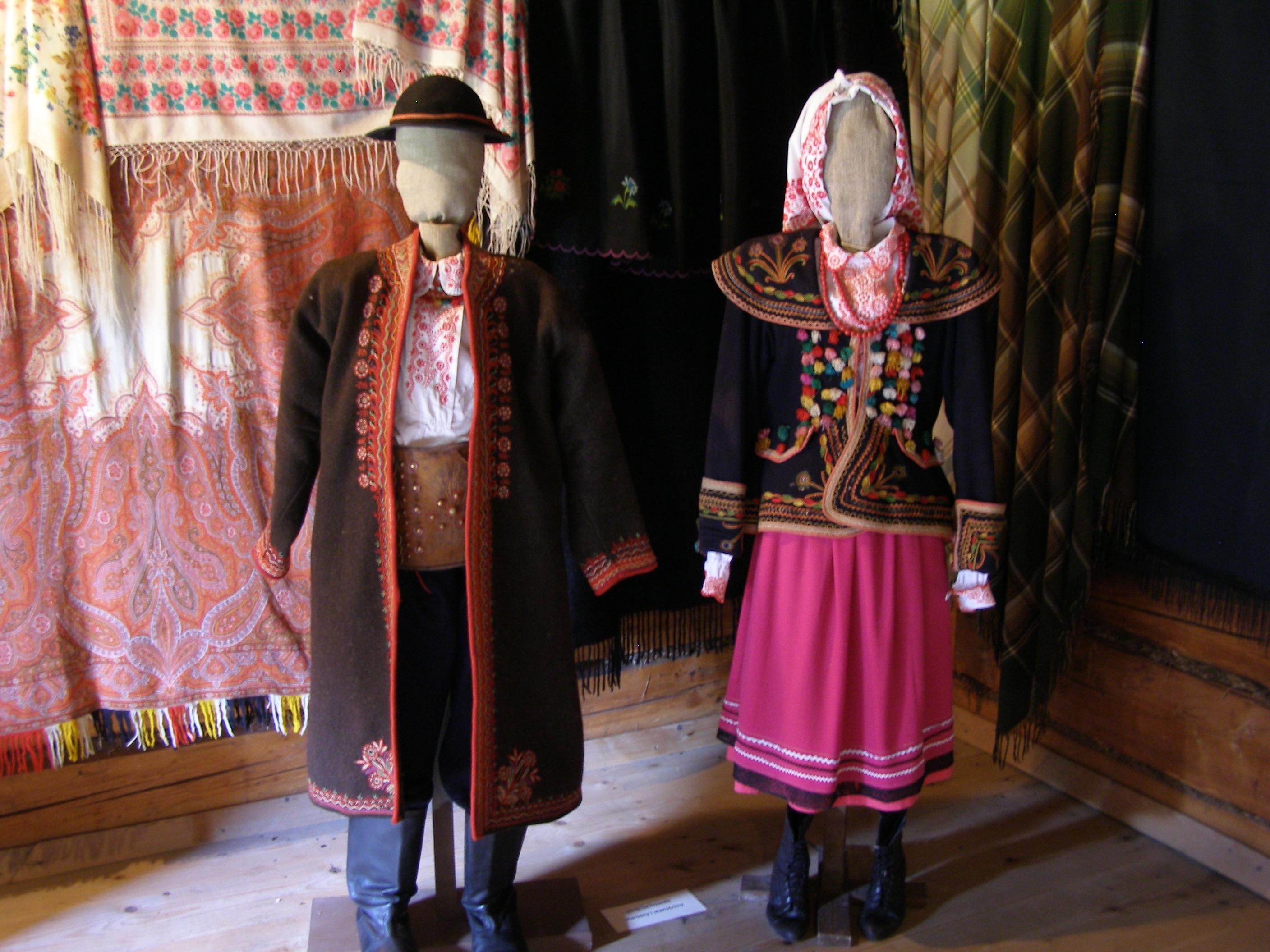
Народный костюм погорян

Музей погорянской деревни (пол. Skansen Wsi Pogórzańskiej im. prof. Romana Reinfussa) — музей под открытым небом, находящийся в селе Шимбарк, Малопольское воеводство, Польша. Музей располагается на трассе Новы-Сонч — Горлице в центре села Шимбарк около местной школы и католической церкви. Является филиалом музея «Усадьбы Карвацианов и Гладышев», который находится в городе Горлице, Малопольское воеводство, Польша.
Музей сохраняет объекты деревянного зодчества, собирает предметы материальной народной культуры польской этнографической группы погоряне. Музей входит в туристический маршрут «Путь деревянной архитектуры» Малопольского воеводства.

## История
В 1962 году консерватор памятников Малопольского воеводства Ежи Тур выступил с инициативой организовать музей в Шимбарке, где позднее был создан небольшой музей под открытым небом, представляющий несколько образцов народной сельской архитектуры. Музей был назван именем польского этнографа Романа Райнфусса. В 1976 году этот музейная экспозиция стала филиалом Краеведческого музея в Новом-Сонче с названием «Отдел народного зодчества в Шимбарке» (Ośrodek Budownictwa Ludowego w Szymbarku). В 1986 году на территории музея была произведена реконструкция по проекту этнографа Рышарда Брыковского и архитектора Войцеха Янковского. С этого времени музей приобрёл современный вид.
Музей был открыт для посещения 19 сентября 1987 года. В 2007 году музей был передан музею «Усадьбы Карвацианов и Гладышев» в селе Шимбарк.

## Собрание музея
Объекты музея располагаются на территории площадью около двух гектаров и представляют различные предметы материальной культуры и народного зодчества погорян, проживающих в горлицком предгорье. В настоящее время музей экспонирует крестьянские жилища, сельские хозяйственные постройки (всего 27 объектов) и предметы быта из окрестностей сёл Гродек, Сяры, Крыг и Мощеница. Большинство музейных экспонатов относится к XIX веку, некоторые из них датируются XVIII веком.
Несколько деревянных домов, покрытые соломенной крышей, внутри обустроены типичной крестьянской обстановкой с оригинальными предметами крестьянского быта конца XIX, начала XX веков и периода между двумя мировыми войнами. Музей демонстрирует традиционные крестьянские ремёсла (ковка, ткачество, гончарное дело) и сельскохозяйственного производства.
На территории музея также находится деревянная усадьба, перевезённая из Горлице. В здании усадьбы демонстрируется постоянная выставка, посвящённая традициям погорян.